# إد خان
إد خان (بالإنجليزية: Ed Kahn)‏ هو لاعب كرة قدم أمريكية أمريكي، ولد في 9 نوفمبر 1911 في نيويورك في الولايات المتحدة، وتوفي في 17 فبراير 1945 في ليتي في الفلبين.

## وصلات خارجية
- إد خان على موقع مرجع كرة القدم المحترفة.كوم (الإنجليزية)